# Kool G Rap
Kool G Rap, pseudonimo di Nathaniel Wilson (New York, 20 luglio 1968), è un rapper statunitense.

## Biografia
Ha iniziato la sua carriera nella Juice Crew durante gli anni ottanta, conseguendo un modesto successo commerciale.
Kool G Rap iniziò a lavorare con DJ Polo nel 1986, pubblicando diverse hit underground tra cui It's a Demo/I'm Fly. Altri due singoli, Streets of New York e Road to the Riches riuscirono ad entrare in rotazione nel programma Yo! MTV Raps consolidando la reputazione di Kool G Rap come uno dei migliori liricisti rap di New York, secondo solo a Rakim. Anche se il rapper vedeva accrescere la propria popolarità, non riuscì mai a sfondare definitivamente come Biz Markie e Big Daddy Kane, anch'essi membri della Juice Crew.
Kool G Rap iniziò la carriera solista a metà degli anni 1990, pubblicando 4,5,6. Approdato alla Rawkus Records, G Rap pubblicò nel 2002 The Giancana Story. "Giancana" inoltre è la parola per cui sta la "G" di Kool G Rap come da lui affermato nel brano "Drama".
Nel 2009 Kool G Rap ha collaborato con il trio milanese Club Dogo realizzando una traccia chiamata Gunz from Italy contenuta nell'album Dogocrazia.

## Stile musicale e influenze
Kool G Rap è unanimemente ritenuto uno dei padri dell'hip hop, al pari di Rakim o Chuck D. È considerato il primo MC ad avere fatto del suo punto forte le cosiddette "multisyllabic rhymes", grazie alle quali ottimizzava gli incastri scandendo più rime in sincronia nello stesso verso metrico. Questa caratteristica, praticamente mai utilizzata prima di "Road to the Riches", album d'esordio, e dei primi lavori di Rakim, è oggi diventata una costante dei rapper moderni, che sperimentano schemi molto complessi. Indicativamente i nomi influenzati da Kool G Rap, per liriche o stile o entrambi, sono i seguenti: KRS-One, The Notorious B.I.G., Big Pun, Big L, Eminem, Necro, Pharoahe Monch, M.O.P., Havoc dei Mobb Deep, Nas, Vinnie Paz dei Jedi Mind Tricks, Black Thought dei The Roots, RZA, Method Man, Raekwon e Ghostface Killah dei Wu-Tang Clan, Aesop Rock, Tech N9ne, N.O.R.E., Fat Joe, Canibus, Royce da 5'9", Jay-Z, O.C., Papoose, R.A. the Rugged Man, Twista, Percee P, Kurupt, Ill Bill e probabilmente diversi altri. Molti dei citati hanno dichiaratamente citato Kool G Rap come artista pioniere d'ispirazione.
A partire dal suo terzo album Live and Let Die, Kool G Rap è diventato noto per il suo Gangsta rap. Aveva suggerito a questa inclinazione già dal suo secondo album con la canzone Streets of New York. I suoi album successivi hanno cavalcato la linea fra la glorificazione ed il rimorso rispetto alla vita gangsta. Pur deplorando la violenza della vita di strada come rappa in On the Run, d'altro canto se ne è vantato in canzoni come Fast Life (featuring Nas).

## Discografia

### Album in studio
Solista
- 1989 - Road to the Riches (con DJ Polo)
- 1990 - Wanted: Dead or Alive (con DJ Polo)
- 1992 - Live and Let Die (con DJ Polo)
- 1995 - 4,5,6
- 1998 - Roots of Evil
- 2002 - The Giancana Story
- 2011 - Riches, Royalty & Respect
- 2017 - Return of the Don
- 2022 - Last of a Dying Breed

Collaborativi
- 2003 - Click of Respect (con 5 Family Click)
- 2013 - Once Upon a Crime (con Necro sotto il nome The Godfathers)
- 2018 - Son of G Rap (con 38 Spesh)

### EP
- 2008 - Half a Klip
- 2011 - Offer You Can't Refuse

### Compilation
- 1994 - Killer Kuts (Cold Chillin' Records)
- 1996 - Rated XXX (Cold Chillin' Records)
- 2000 - The Best of Cold Chillin': Kool G Rap & DJ Polo (Landspeed Records)
- 2000 - Greatest Hits (Landspeed Records)